# Mileewa zhangi
Mileewa zhangi (лат.) — вид цикадок рода Mileewa из отряда полужесткокрылых насекомых. Эндемик Китая (Hainan).

## Описание
Длина около 4 мм. От близких видов отличается следующими признаками: вершина эдеагуса гениталий самца с короткими апикальными отростками, которыене достигают середины (у Mileewa lackstripa они длинные и достигают середины эдеагуса); задняя часть мезонотума (скутеллюм) коричневато-чёрная, субгенитальная пластинка самцов с апикальным краем без зубчатого отросткам. Вид был впервые описан в 2009 году по материалам из Китая. Валидный статус вида был подтверждён в ходе ревизии, проведённой в 2021 году.